# Teorema do bom regulador
O bom regulador é um teorema concebido por Roger C. Conant e W. Ross Ashby que é central para a cibernética. Originalmente afirmava-se que "todo bom regulador de um sistema deve ser um modelo desse sistema", mas, mais precisamente, todo bom regulador deve conter um modelo do sistema. Ou seja, qualquer regulador que seja maximamente simples entre os reguladores ideais deve se comportar como uma imagem desse sistema sob um homomorfismo; embora os autores às vezes digam "isomorfismo", o mapeamento que eles constroem é apenas um homomorfismo.

## Teorema
Este teorema é obtido considerando a entropia da variação da saída do sistema controlado, e mostra que, em condições muito gerais, a entropia é minimizada quando há um mapeamento (determinístico) {\displaystyle h:S\to R} dos estados do sistema para os estados do regulador. Os autores visualizam este mapa {\displaystyle h} como fazer do regulador um "modelo" do sistema.
No que diz respeito ao cérebro, na medida em que é bem-sucedido e eficiente como regulador da sobrevivência, ele deve proceder, na aprendizagem, pela formação de um modelo (ou modelos) do seu ambiente.

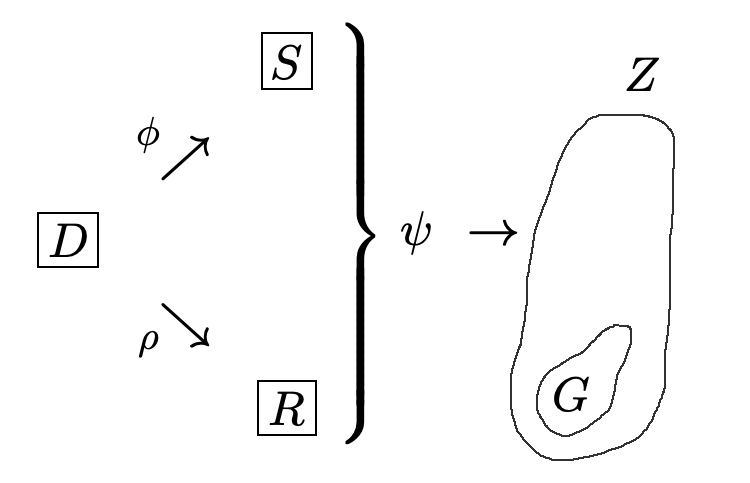
Variáveis envolvidas na boa regulação segundo os autores.

O teorema é geral o suficiente para ser aplicado a todos os sistemas reguladores e autorreguladores ou homeostáticos.
Cinco variáveis são definidas pelos autores como envolvidas no processo de regulação do sistema. {\displaystyle D} como perturbadores primários, {\displaystyle R} como um conjunto de eventos no regulador, {\displaystyle S} como um conjunto de eventos no resto do sistema fora do regulador, {\displaystyle Z} como o conjunto total de eventos (ou resultados) que podem ocorrer, {\displaystyle G} como o subconjunto de {\displaystyle Z} eventos (ou resultados) que são desejáveis para o sistema.
O ponto principal que os autores apresentam com esta figura é que a regulação exige que o regulador conceba todas as variáveis no que diz respeito ao conjunto {\displaystyle S} de eventos relativos ao sistema a ser regulado, a fim de produzir resultados satisfatórios {\displaystyle G} deste regulamento. Se o regulador não for capaz de conceber todas as variáveis do conjunto {\displaystyle S} de eventos relativos ao sistema que existem fora do regulador, então o conjunto {\displaystyle R} de eventos no regulador pode deixar de levar em conta o total de perturbações variáveis {\displaystyle D} o que por sua vez pode causar erros que levam a resultados que não são satisfatórios para o sistema (conforme ilustrado pelos eventos no conjunto {\displaystyle Z} que não são elementos do conjunto {\displaystyle G}).
O teorema não explica o que é preciso para que o sistema se torne um bom regulador. Além disso, embora muito citado, foram levantadas algumas preocupações de que a prova formal não apoia totalmente a declaração do título do artigo.
Na cibernética, o problema da criação de bons reguladores é abordado pelo teorema do regulador ético. A construção de bons reguladores é um problema geral para qualquer sistema (por exemplo, um sistema de informação automatizado) que regula algum domínio de aplicação.
Quando restrito ao subconjunto de equações diferenciais ordinárias (EDO) da teoria de controle, é conhecido como princípio do modelo interno, que foi articulado pela primeira vez em 1976 por B. A. Francis e W. M. Wonham. Nesta forma, ele contrasta com o controle clássico, pois o ciclo de feedback clássico falha em modelar explicitamente o sistema controlado (embora o controlador clássico possa conter um modelo implícito).